# 瀬戸芯
瀬戸 芯（せと しん、1980年6月20日 - ）は、日本の元AV女優。東京都出身。

## 略歴・人物
2007年8月にAVデビュー。ストリッパーとしても活動していたが、2011年頃に引退。
趣味は、ヨガ、マッサージ。

## 作品

### アダルトビデオ（撮りおろし作品）
2007年
- 元ワコ○ル販売員の欲望爆発セックス（8月1日、ANIMALIJO）
- 元アパレル店員の抑えきれない欲望（8月31日、MOODYZ）

2008年
- 超有名企業ワ○ール元販売員 性欲の媚態（2月1日、MOODYZ）
- 生撮り美熟女4時間（2月13日、MOODYZ） 共演：白石さゆり、風間ゆみ、友田真希、草凪純、華咲りょう、風吹逸見、芦沢彩乃、鈴木奏
- ANIMALIJO 2007 7月〜12月作品集（4月1日、ANIMALIJO） 共演：白石さゆり、芦沢彩乃、風吹逸見、竹内順子、華咲りょう、山崎亜美、麻生岬、風間ゆみ、流川純
- ハイモザ 手コキ4時間2（6月1日、MOODYZ） 共演：あいだゆあ、青山菜々、田中亜弥、桜井梨花、水元ゆうな、草凪純、金沢文子、青木玲、香坂杏奈、篠原もえ他
- ANIMALIJO 美熟女6人の濃厚セックス4時間（8月1日、ANIMALIJO）他出演：竹内順子、芦沢彩乃、北条麻妃、華咲りょう、風吹逸見

2011年
- おしっこ漏らして大昇天！失禁するマゾ女優BEST（6月1日、MOODYZ） 共演：大橋未久、常盤りん、吉岡なつみ、南波杏、君野ゆめ、浜崎りお、RiRi ICHIKA Marin.、桜井梨花、恋野恋、天宮まなみ、西野翔、 三津なつみ、倉持りおな、雪見紗弥、杉崎りか、美月、葵ちひろ、鈴木明日香、愛海、逢沢なお、姫咲まりあ、秋川ルイ、堀口奈津美、鮎川なお、田中亜弥、灘坂舞、松すみれ